# Gabriel Martinelli
Gabriel Teodoro Martinelli Silva (Guarulhos, 18 juni 2001) is een Braziliaans-Italiaans voetballer die doorgaans als aanvaller speelt. Hij verruilde Ituano FC in 2019 voor Arsenal FC, waarmee hij sindsdien de FA Cup en de FA Community Shield won. Martinelli won een gouden medaille op de Olympische Zomerspelen 2020, voordat hij in 2022 debuteerde in het Braziliaans voetbalelftal, waarmee hij deelnam aan het WK 2022 en de Copa América 2024.

## Clubcarrière

### Ituano FC
Nadat hij eerst zaalvoetbal speelde bij Corinthians, ging Martinelli op het veld voetballen in de jeugdopleiding van Ituano FC om zijn vader achterna te gaan, die ging werken Itu. Tussen 2015 en 2017 had hij vier proefperioden bij Manchester United en hij heeft ook een proefperiode gehad bij FC Barcelona. Beide clubs hebben hem echter niet gecontracteerd. Hij debuteerde op 17 maart 2018 in het eerste elftal van Ituano FC, tijdens een met 1–2 gewonnen wedstrijd in het Campeonato Paulista uit bij São Bento. Martinelli speelde dat jaar drie wedstrijden in deze staatscompetitie en kwam bovendien in actie om de Cope Paulista, waarin hij ook vier scoorde. In het daaropvolgende jaar, 2019, maakte hij zes doelpunten in de Campeonato Paulista, voordat Ituano FC in de kwartfinales werd uitgeschakeld door São Paulo. Na afloop van het toernooi werd hij benoemd tot Jonge Revelatie van het Toernooi en opgenomen in het Team van het Toernooi.

### Arsenal FC

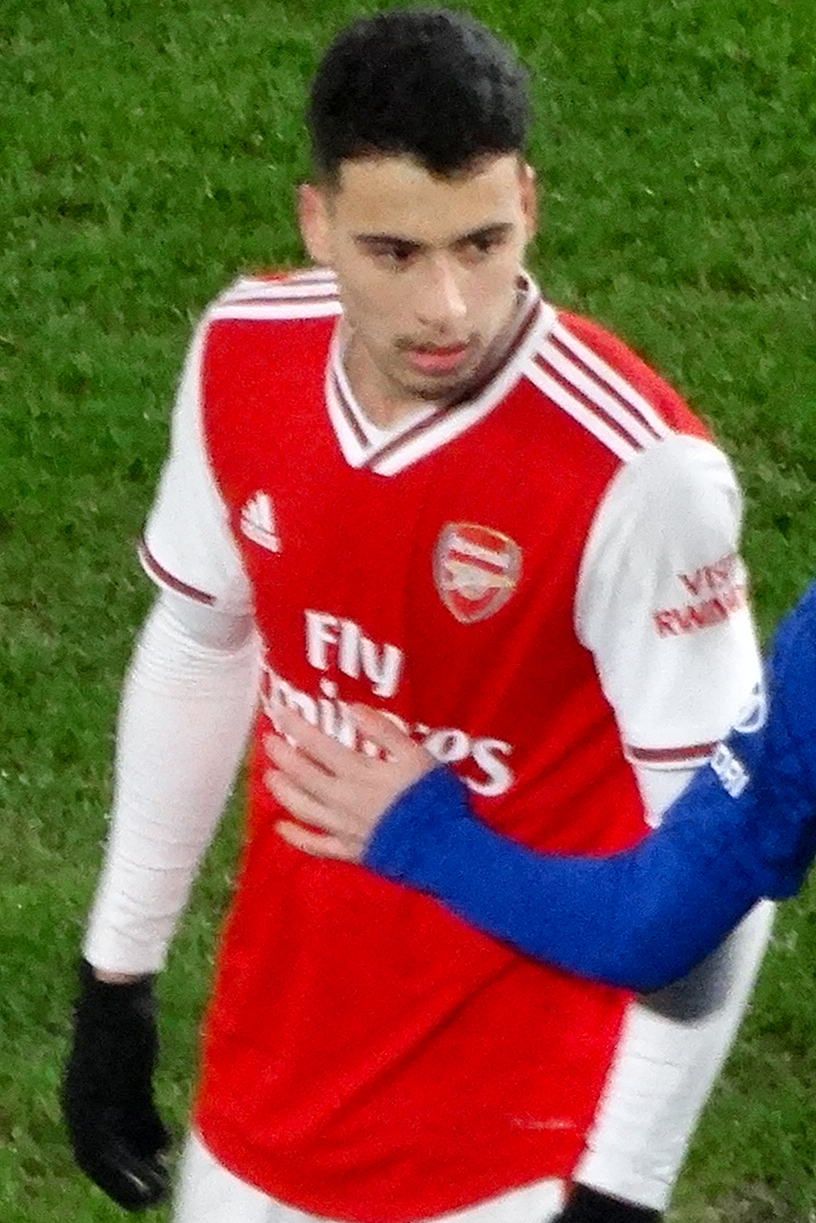
Martinelli voor Arsenal FC in januari 2020

Martinelli maakte op 2 juli 2019 de overstap naar Arsenal FC, dat € 6,7 miljoen voor hem betaalde. Hiervoor maakte hij op 11 augustus 2019 zijn debuut, in een met 0–1 gewonnen competitiewedstrijd uit bij Newcastle United. Hij viel na 74 minuten in voor Henrich Mchitarjan. Op 24 september 2019 maakte hij zijn eerste twee doelpunten voor de club, waarmee hij bijdroeg aan een 5–0 zege op Nottingham Forest in de League Cup. Martinelli werd op 3 oktober 2019 op een leeftijd van 18 jaar en 107 dagen de jongste speler met twee doelpunten voor Arsenal FC in één wedstrijd in het Europees clubvoetbal, in de thuiswedstrijd tegen Standard Luik (4–0) in de UEFA Europa League, waarna hij werd benoemd tot Speler van de Week in het toernooi. Op 30 oktober 2019 scoorde hij ook twee keer bij een 5–5 gelijkspel tegen Liverpool FC in de League Cup, voordat hij zijn strafschop benutte in de penaltyserie die verloren ging. Zo werd hij de topscorer van Arsenal FC in dat toernooi. Zijn eerste doelpunt in de Premier League volgde op 9 december 2019, in een met 1–3 gewonnen wedstrijd uit bij West Ham United. Martinelli rondde op 21 januari 2020, bij een 2–2 gelijkspel tegen stadsgenoot Chelsea FC, een sprint van zo'n 61 meter af met een doelpunt die na afloop van het seizoen met 31% van de stemmen werd uitgeroepen tot Doelpunt van het Seizoen bij de club. Vanwege een knieblessure stond hij tussen juni en december 2020 langs de zijlijn, waaronder bij de FA Cup-finale, die op 1 augustus 2020 met 2–1 werd gewonnen tegen Chelsea FC, en de strijd om de FA Community Shield, die op 29 augustus 2020 na een penaltyserie werd gewonnen tegen Liverpool FC. Martinelli maakte op 19 december 2020 zijn rentree door Nicolas Pépé te vervangen, maar kon niet voorkomen dat Arsenal FC met 2–1 verloor van Everton FC in de Premier League.
Martinelli werd voor zijn prestaties in december 2021 en januari 2022 tweemaal benoemd tot Speler van de Maand bij zijn club. In die maanden was hij goed voor doelpunten tegen West Ham United en Leeds United. Zijn doelpunt tegen laatstgenoemde tegenstander was de 7000ste van Arsenal FC op het hoogste Engelse voetbalniveau, waarmee de club de derde was die die mijlpaal bereikte. Op 11 februari 2022 kreeg Martinelli zijn eerste rode kaart in het profvoetbal, nadat hij gele kaarten kreeg voor twee overtredingen in zes seconden tijd bij een 0–1 zege op Wolverhampton Wanderers. Hij startte in de basiself toen Arsenal FC via een penaltyserie op 6 augustus 2023 tegen Manchester City de FA Community Shield won. Hij verlengde op 3 februari 2023 zijn contract bij Arsenal FC met drie jaar, tot medio 2027 met een optie voor nog een jaar. Martinelli miste op 16 maart 2023 als enige zijn strafschop in de penaltyserie tegen Sporting CP in de achtste finales van de UEFA Europa League, waarmee Arsenal FC werd uitgeschakeld. Aan het eind van het seizoen 2022/23 werd hij net als teamgenoten Martin Ødegaard en Bukayo Saka genomineerd voor de titel Jonge Speler van het Seizoen in de Premier League, een prijs die uiteindelijk werd gewonnen door Erling Haaland. Martinelli had dat seizoen een record van Roberto Firmino geëvenaard van meeste doelpunten van een Braziliaan in één Premier League-seizoen (15). Hij maakte op 8 oktober 2023 als invaller een late winnende doelpunt voor Arsenal FC tegen titelverdediger Manchester City (1–0). Op 24 oktober 2023 scoorde hij bij zijn debuut in de UEFA Champions League; Arsenal FC won met 1–2 van Sevilla FC.
Martinelli besliste op 16 april 2025 het tweeluik met Real Madrid in de kwartfinales van de UEFA Champions League, waarmee The Gunners zich voor het eerst in zestien jaar kwalificeerden voor de halve finales. Vier dagen later droeg hij met een doelpunt bij aan een 0–4 competitiezege op Ipswich Town, waarmee hij op een leeftijd van 23 jaar en 306 dagen de vierde jongste speler werd met vijftig doelpunten voor Arsenal FC sinds de oprichting van de Premier League.

## Clubstatistieken
| Seizoen         | Club            | Competitie          | Competitie | Competitie | Beker | Beker | Continentaal | Continentaal | Overig | Overig | Totaal | Totaal |
| Seizoen         | Club            | Competitie          | Wed.       | Dlp.       | Wed.  | Dlp.  | Wed.         | Dlp.         | Wed.   | Dlp.   | Wed.   | Dlp.   |
| --------------- | --------------- | ------------------- | ---------- | ---------- | ----- | ----- | ------------ | ------------ | ------ | ------ | ------ | ------ |
| 2018            | Ituano FC       | Campeonato Paulista | 3          | 0          | —     | —     | —            | —            | 17     | 4      | 20     | 4      |
| 2019            | Ituano FC       | Campeonato Paulista | 14         | 6          | —     | —     | —            | —            | —      | —      | 14     | 6      |
| Club totaal     | Club totaal     | Club totaal         | 17         | 6          | 0     | 0     | 0            | 0            | 17     | 4      | 34     | 10     |
| 2019/20         | Arsenal FC      | Premier League      | 14         | 3          | 5     | 4     | 7            | 3            | —      | —      | 26     | 10     |
| 2020/21         | Arsenal FC      | Premier League      | 14         | 2          | 2     | 0     | 6            | 0            | 0      | 0      | 22     | 2      |
| 2021/22         | Arsenal FC      | Premier League      | 29         | 6          | 7     | 0     | —            | —            | 36     | 6      |        |        |
| 2022/23         | Arsenal FC      | Premier League      | 36         | 15         | 3     | 0     | 7            | 0            | —      | —      | 46     | 15     |
| 2023/24         | Arsenal FC      | Premier League      | 35         | 6          | 2     | 0     | 6            | 2            | 1      | 0      | 44     | 8      |
| 2024/25         | Arsenal FC      | Premier League      | 30         | 7          | 5     | 0     | 13           | 2            | —      | —      | 48     | 9      |
| Club totaal     | Club totaal     | Club totaal         | 158        | 39         | 24    | 4     | 39           | 7            | 1      | 0      | 222    | 50     |
| Carrière totaal | Carrière totaal | Carrière totaal     | 175        | 45         | 24    | 4     | 39           | 7            | 18     | 4      | 256    | 60     |

Bijgewerkt t/m 21 april 2025.

## Interlandcarrière
Martinelli debuteerde op 14 november 2019 voor Brazilië onder 23, in een met 1–0 verloren oefenwedstrijd tegen de Verenigde Staten (1–0 winst). Op 15 juli 2021 scoorde hij voor dat elftal in de oefeninterland tegen de Verenigde Arabische Emiraten (5–2 winst). Vervolgens nam Martinelli met dit team deel aan de Olympische Spelen in Tokio. Op dit toernooi kwam hij driemaal in actie, telkens als invaller. Hij benutte zijn strafschop in de gewonnen penaltyserie tegen Mexico in de halve finales, waarna Brazilië na een verlenging in de finale tegen Spanje de gouden medaille won.
Martinelli debuteerde op 25 maart 2022 in het Braziliaans voetbalelftal als invaller voor Vinícius Júnior in het met 4–0 WK-kwalificatieduel tegen Chili. Op 8 november 2022 werd hij door bondscoach Tite opgenomen in de Braziliaanse selectie voor het WK 2022 in Qatar. Op dit toernooi kwam hij drie keer in actie, voordat Brazilië in de kwartfinales op strafschoppen werd uitgeschakeld door Kroatië. Op 17 november 2023 maakte hij zijn eerste interlanddoelpunt. Desondanks verloor Brazilië die dag met 2–1 van Colombia in de WK-kwalificatie. Martinelli werd op 10 mei 2024 door bondscoach Dorival Júnior geselecteerd voor de Copa América 2024 in de Verenigde Staten. Op dit toernooi moest hij het doen met twee korte invalbeurten, in de groepsfase tegen Costa Rica en in de kwartfinales tegen Uruguay. Bij zijn laatstgenoemde invalbeurt benutte hij zijn poging in een penaltyserie, die desondanks door Brazilië verloren werd.
| Interlands van Gabriel Martinelli voor Brazilië | Interlands van Gabriel Martinelli voor Brazilië | Interlands van Gabriel Martinelli voor Brazilië | Interlands van Gabriel Martinelli voor Brazilië | Interlands van Gabriel Martinelli voor Brazilië | Interlands van Gabriel Martinelli voor Brazilië |
| №                                               | Datum                                           | Wedstrijd                                       | Uitslag                                         | Competitie                                      | Goals                                           |
| ----------------------------------------------- | ----------------------------------------------- | ----------------------------------------------- | ----------------------------------------------- | ----------------------------------------------- | ----------------------------------------------- |
| 1                                               | 25 maart 2022                                   | Brazilië – Chili                                | 4 – 0                                           | Kwalificatie WK 2022                            |                                                 |
| 2                                               | 30 maart 2022                                   | Bolivia – Brazilië                              | 0 – 4                                           | Kwalificatie WK 2022                            |                                                 |
| 3                                               | 6 juni 2022                                     | Japan – Brazilië                                | 0 – 1                                           | Vriendschappelijk                               |                                                 |
| 4                                               | 24 november 2022                                | Brazilië – Servië                               | 2 – 0                                           | WK 2022                                         |                                                 |
| 5                                               | 2 december 2022                                 | Kameroen – Brazilië                             | 1 – 0                                           | WK 2022                                         |                                                 |
| 6                                               | 5 december 2022                                 | Brazilië – Zuid-Korea                           | 4 – 1                                           | WK 2022                                         |                                                 |
| 7                                               | 13 september 2023                               | Peru – Brazilië                                 | 0 – 1                                           | Kwalificatie WK 2026                            |                                                 |
| 8                                               | 17 november 2023                                | Colombia – Brazilië                             | 2 – 1                                           | Kwalificatie WK 2026                            | 4'                                              |
| 9                                               | 22 november 2023                                | Brazilië – Argentinië                           | 0 – 1                                           | Kwalificatie WK 2026                            |                                                 |
| 10                                              | 9 juni 2024                                     | Mexico – Brazilië                               | 2 – 3                                           | Vriendschappelijk                               | 54'                                             |
| 11                                              | 13 juni 2024                                    | Verenigde Staten – Brazilië                     | 1 – 1                                           | Vriendschappelijk                               |                                                 |
| 12                                              | 25 juni 2024                                    | Brazilië – Costa Rica                           | 0 – 0                                           | Copa América 2024                               |                                                 |
| 13                                              | 7 juli 2024                                     | Uruguay – Brazilië                              | 0 – 0 (4–2 pen.)                                | Copa América 2024                               |                                                 |
| 14                                              | 11 oktober 2024                                 | Chili – Brazilië                                | 1 – 2                                           | Kwalificatie WK 2026                            |                                                 |
| 15                                              | 14 november 2024                                | Venezuela – Brazilië                            | 1 – 1                                           | Kwalificatie WK 2026                            |                                                 |
| 16                                              | 20 november 2024                                | Brazilië – Uruguay                              | 1 – 1                                           | Kwalificatie WK 2026                            |                                                 |

Bijgewerkt t/m 8 mei 2025.

## Speelstijl

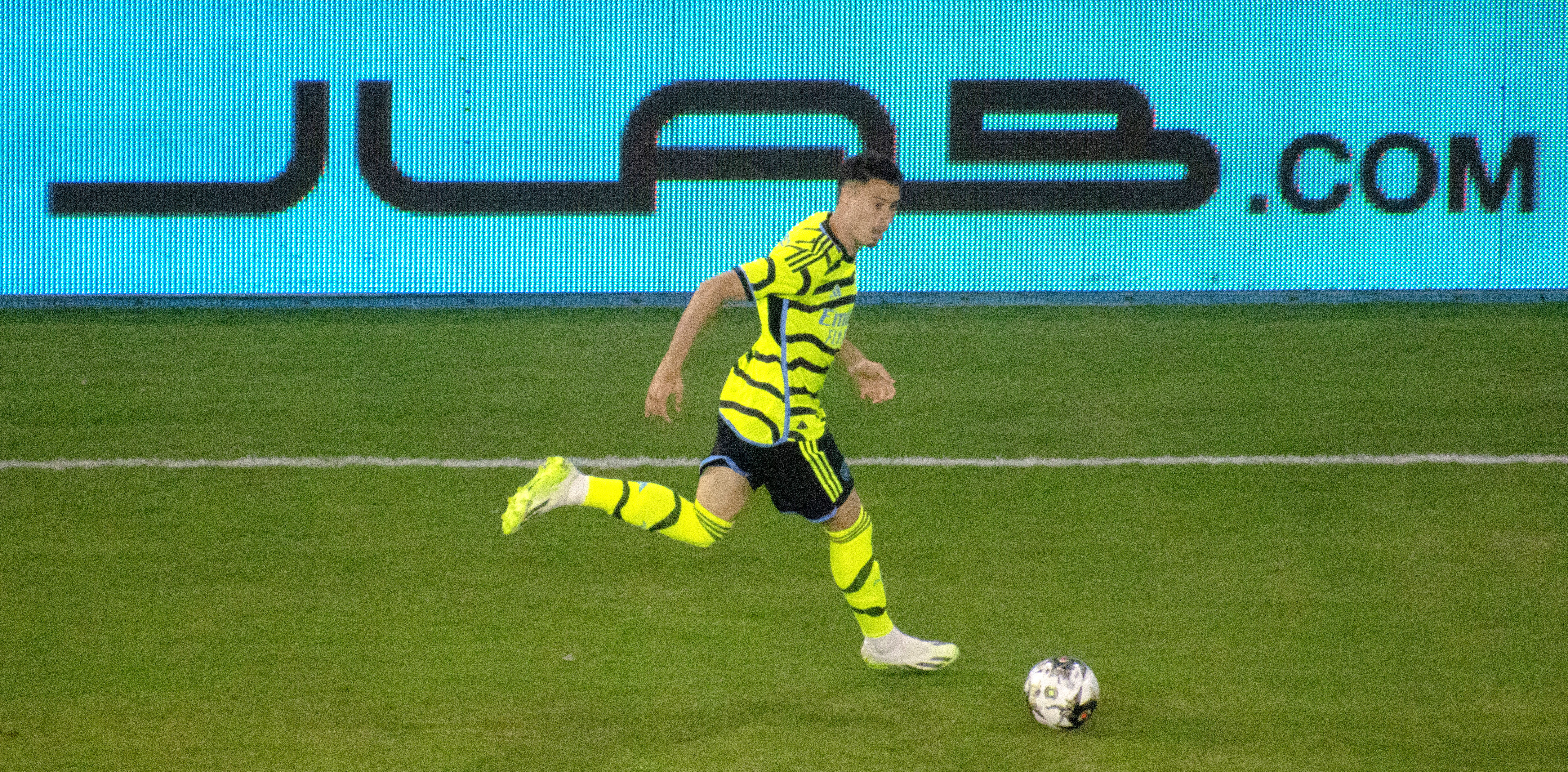
Martinelli voor Arsenal FC in juli 2023

Martinelli speelt het liefst als linksbuiten, maar is ook gebruikt als spits. Hij is opgevallen door zijn snelheid, dribbels en bravoure, terwijl hij ook doelgericht is. Martinelli's speelstijl is vergeleken met die van Neymar, en door Ronaldinho met die van Ronaldo. Martinelli is in 2019 door Jürgen Klopp het 'talent van de eeuw' genoemd.

## Erelijst
Arsenal FC
- FA Cup: 2019/20
- FA Community Shield: 2023

 Brazilië onder 23
- Olympische Zomerspelen: 2020

## Persoonlijk
Martinelli is geboren in het Braziliaanse Guarulhos, maar heeft via zijn vader ook een Italiaans paspoort. Als kind reisde hij vaak naar Paraná, waar zijn moeder vandaan komt. Hij heeft zijn vader en Ronaldo genoemd als zijn idolen.